# Сенді (річка, Орегон)
Се́нді (Піщана, англ. Sandy) — річка в штаті Орегон (США), ліва притока річки Колумбія.
Довжина річки становить 90 км, площа водозбору — 1316 км², середній стік — 65 м³/с. 1805 року річка була названа Л'юїсом та Кларком Квіксенд (Швидкопіщана), проте місцеві мешканці скоротили назву до Сенді (Піщана).
У 2007 році було знищено греблю Бул-Ран, що була побудована ще в 1908—1912 роках й мала потужність в 22 мВт.
| США | Це незавершена стаття з географії США. Ви можете допомогти проєкту, виправивши або дописавши її. |